# Elecciones generales de Bélgica de 1839
Las elecciones generales de Bélgica de 1839 se celebraron el 11 de junio del mismo año para renovar el Senado y la mitad de la Cámara de Representantes. En el Senado los católicos se quedaron con 27 escaños y los liberales con 12, los independientes con 8 y 4 escaños quedaron vacantes.  La participación electoral aumentó a 66,4%, pero el censo electoral era de solo 23.661 personas.
Al realizarsen en sistema alterno, solo se celebraron elecciones a la Cámara en cuatro de las nueve provincias del país: Flandes Oriental, Henao, Lieja y Limburgo. Así, 47 de los 98 escaños de la Cámara estaban listo en disputa. El número de escaños disminuyó de 102 a 98 tras la división de Limburgo (sus distritos se redujeron de Hasselt, Maastricht y Roermond a Hasselt, Tongeren y Maaseik).

## Resultados

### Senado
| Partido            | Votos | % | Escaños |
| ------------------ | ----- | - | ------- |
| Católicos          |       |   | 27      |
| Liberales          |       |   | 12      |
| Independientes     |       |   | 8       |
| Total              |       |   | 47      |
| Sternberger y col. |       |   |         |

### Cámara de Representantes
| Partido            | Votos | % | Escaños |    |
| ------------------ | ----- | - | ------- | -- |
| Católicos          |       |   | 26      | -4 |
| Liberales          |       |   | 21      | 0  |
| Total              |       |   | 47      | -4 |
| Sternberger y col. |       |   |         |    |